# Console portatile

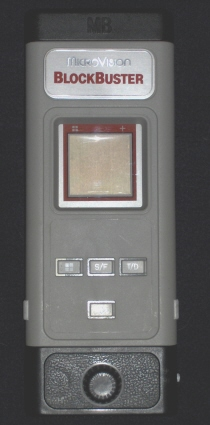
Microvision, la prima console portatile

Una console portatile (in inglese handheld console) è uno strumento elettronico programmabile, utilizzato principalmente per l'esecuzione di videogiochi e pensato per essere facilmente trasportato durante il suo utilizzo: infatti per questo motivo i controlli, lo schermo e la fonte dell'audio sono integrati in una stessa unità.

## Storia

### Le origini
L'idea di utilizzare un apparecchio elettronico portatile con cui giocare ha le sue radici nelle prime calcolatrici programmabili. Nonostante ciò, l'aspetto ludico era limitato a semplice sperimentazione artigianale, e non aveva assunto un carattere commerciale.
Con la nascita del videogioco moderno, dopo il 1970 diverse compagnie del settore come Coleco, Milton-Bradley o Nintendo hanno iniziato a produrre apparecchi da gioco elettronico (che venivano definiti al tempo come "portatili", seppur non lo siano secondo gli standard attuali), sia per creare un nuovo mercato, sia per incontrare la domanda di chi ambiva a possedere un surrogato di cabinato da sala giochi (infatti molti di questi apparecchi ne mimano l'aspetto). Questi compatti dispositivi da tavolo (detti in gergo tecnico tabletop) non sono definibili console, poiché non sono programmabili e sono pensati per far funzionare tramite circuiti logici solo il gioco per cui sono stati progettati. Il loro successo in ogni caso è andato via via accrescendosi, raggiungendo l'apice nella metà degli anni ottanta, per poi scomparire quasi del tutto con l'avvento di apparecchi di nuova concezione.
Viste le suddette condizioni necessarie, si ritiene quindi che la prima vera console portatile sia stata il Microvision, poiché era un apparecchio programmabile tramite cartucce vendute a parte ed era di forma tale da consentire di essere tenuto in mano durante l'azione di gioco. Progettato e costruito da Smith Engineering e distribuito da Milton-Bradley nel 1979, non era una console basata su microprocessore, e le sue cartucce erano dotate di un piccolo schermo integrato. A causa di una ridotta selezione di giochi (solo tredici) e di un cattivo sistema dei controlli il progetto è naufragato soltanto due anni più tardi. Oggi questi apparecchi sono piuttosto rari e ricercati tra i collezionisti, considerando che i pochi esemplari rimasti sono quasi tutti inutilizzabili per i danni subiti col passare degli anni (per esempio, per via della tecnologia LCD poco avanzata del tempo, lo schermo tendeva a scurirsi progressivamente con l'utilizzo).

### Dal 1980 al 1990
Naufragato l'esperimento del Microvision, per le esigenze di gioco in movimento rimanevano i già diffusi giochi elettronici tascabili, come ad esempio i Game & Watch della Nintendo, che però essendo basati sulla stessa tecnologia dei tabletop avevano lo svantaggio di non essere programmabili.
Dieci anni dopo, nel 1989, la Nintendo realizzò il Game Boy. Il design fu affidato al team interno R&D#1, capeggiato da Gunpei Yokoi, che era stato responsabile anche dei Game & Watch e dello sviluppo dei primi giochi per il Nintendo Entertainment System. Accompagnato da critiche circa le sue dimensioni troppo ridotte per alcuni, il Game Boy fu comunque un grande passo in avanti nella categoria ed ebbe ben presto un notevole successo commerciale grazie al gioco Tetris, che funzionò da killer application       vendendo 25 milioni di unità in due anni.
Nel 1989 fu anche lanciato l'Atari Lynx, la prima console portatile a colori, con un display retroilluminato e con la possibilità di connessione all'Atari Jaguar, mentre l'anno successivo il Game Gear, anche quest'ultimo dotato di monitor a colori. Per diversi fattori (prezzi elevati, alto consumo di batterie, librerie di software limitate) queste console hanno avuto minore impatto sul mercato.

### Dal 1991 al 2000
Visto il successo della console di Nintendo, altri apparecchi similari vennero ideati negli anni successivi, macchine da gioco che cercavano di superare il leader del mercato proponendo una veste grafica superiore o funzionalità esclusive.
Nel 1997 la Tiger Electronics, azienda giapponese di giocattoli e giochi elettronici, ha prodotto il Game.com, la prima console portatile dotata di schermo tattile e possibilità di collegamento ad Internet. Nonostante queste innovazioni, e pur avendo l'iniziale supporto di Capcom, Sega e altre note case giapponesi, non ha avuto lo sperato successo di pubblico, per via dell'imputata bassa qualità di molti dei suoi giochi.
Nel 1999 la Bandai inizia a vendere nel solo Giappone la console portatile WonderSwan, ideata da Gunpei Yokoi, inventore del Game Boy che aveva lasciato la Nintendo per lavorare in proprio. La console incontra un buon successo, seppur molto inferiore a quello della prima "creatura" di Yokoi, e vi vengono convertiti svariati J-RPG come quelli della serie Final Fantasy e altri titoli tratti da cartoni animati di cui la Bandai detiene i diritti.
Negli anni il Game Boy è stato commercializzato in diverse varianti estetiche e anche hardware (nel caso del Game Boy Color), portando ad esempio lo schermo a dimensioni maggiori e la grafica da monocromatica a quella a colori. Il punto di forza che lo ha mantenuto la console portatile più venduta è stata la sua retrocompatibilità e l'alta autonomia.
Nel 1990, anche la NEC propone la sua prima console portatile chiamata PC Engine GT (Turbo Express in USA), versione portatile della console casalinga uscita nel 1987. Dotata di un lettore di card (Hu Card) anch'essa non riuscì mai ad avere successo a livello mondiale a causa del prezzo elevato, dello schermo molto piccolo e della durata delle batterie breve.

### Dal 2001 a oggi

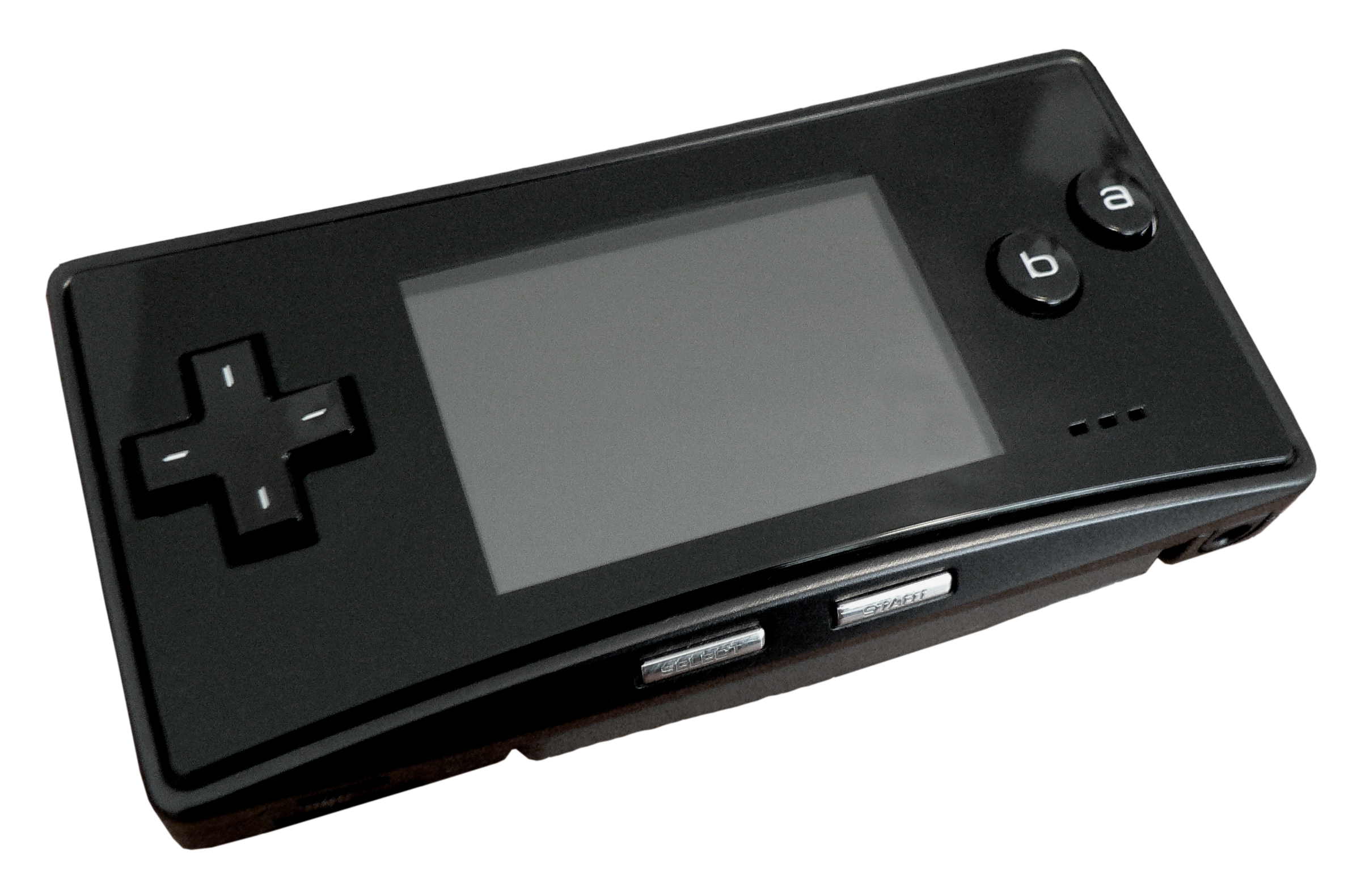
Game Boy Micro, la console 32bit più piccola al mondo

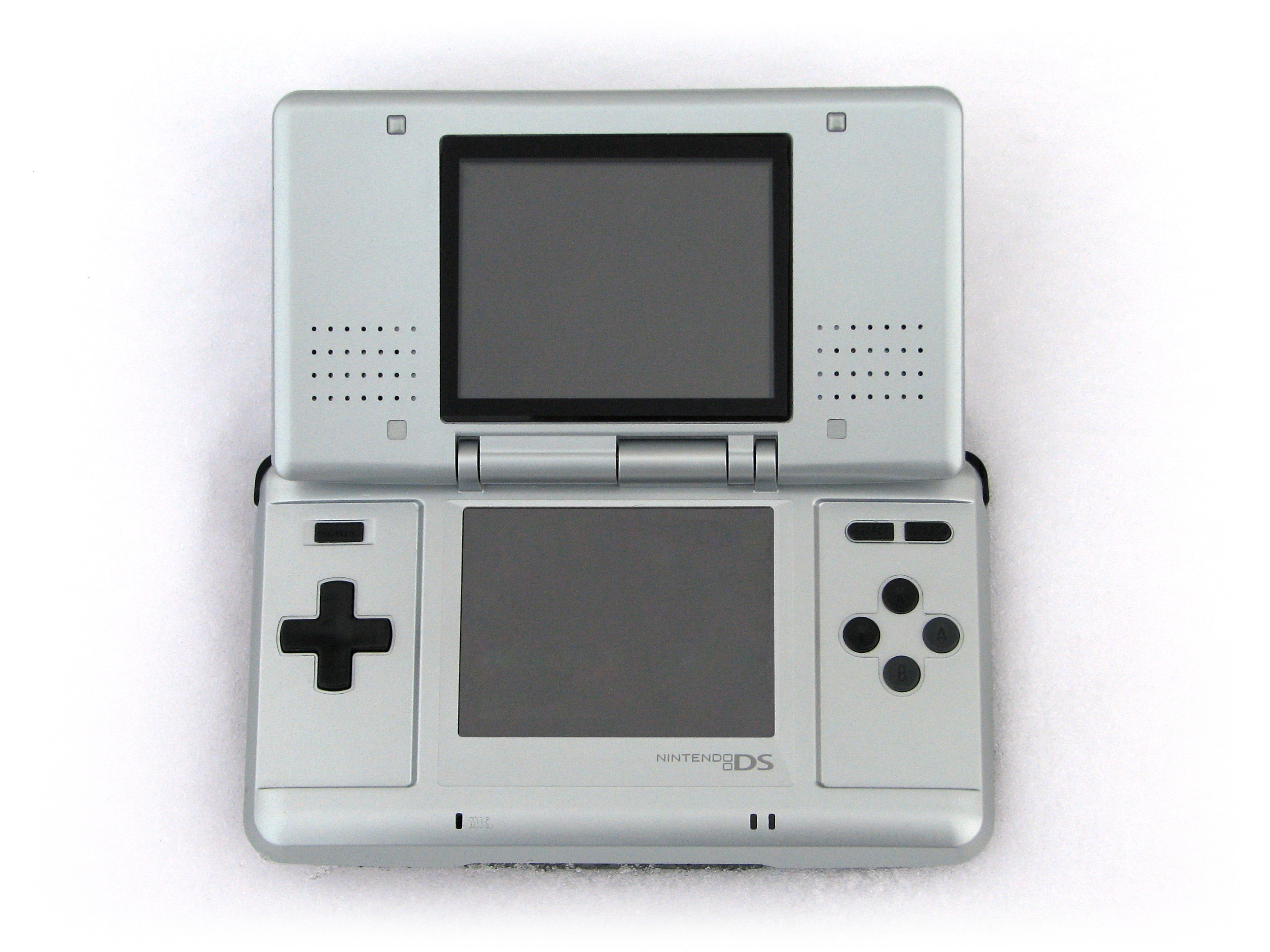
Nintendo DS, la console di maggior successo dell'epoca

Nel 2001 Nintendo ha commercializzato il Game Boy Advance, con pulsanti extra, schermo più largo e una potenza di calcolo maggiore rispetto al predecessore. Sono seguite due riedizioni della stessa console: il Game Boy Advance SP e il Game Boy Micro.
Nel 2003 Nokia ha commercializzato l'N-Gage, una console con integrato un telefono cellulare e permette il gioco on-line tramite rete telefonica mobile GPRS e un servizio di gioco dedicato.
Nel 2004 è uscito il Nintendo DS (arrivato in Italia l'11 marzo 2005), caratterizzato da due schermi LCD (uno dei quali touch) e capace di grafica a tre dimensioni. Retro-compatibile con i soli giochi per Game Boy Advance, è dotata di interfaccia Wi-Fi senza fili per partite multi-giocatore in locale oppure online sfruttando il sistema Nintendo Wi-Fi Connection. È possibile, inoltre, interagire attraverso un microfono built-in; Nintendo DS ha preinstallato il software PictoChat che permette ai giocatori, nel raggio coperto dalla connessione wireless, di chattare in tutta libertà. In aggiunta, la possibilità di giocare la modalità multi-giocatore di alcuni giochi, o di scaricare delle demo, grazie alla funzione Download DS. Nel 2006 è uscita una versione più piccola e luminosa del DS chiamata Nintendo DS Lite.
La PlayStation Portable, venduta in Giappone nel 2004, è stata proposta il 1º settembre 2005 in Italia ed è considerata il maggiore sfidante al monopolio di Nintendo sui portatili da gioco. Più costosa del suo rivale ha dalla sua una ben maggiore potenza di calcolo e sfrutta un nuovo tipo di dischi ottici chiamati UMD, ideati dalla stessa Sony per un potenziale utilizzo anche in altri suoi dispositivi portatili. La PSP può inoltre collegarsi ad Internet senza fili tramite router, funzionare da lettore MP3 usando le schede flash memory stick e riprodurre film e musica distribuita su supporto UMD.
Il Gizmondo della multinazionale Tiger Telematics (esperta in navigatori satellitari) è stata l'altra console portatile ad essere commercializzata a fine 2005. Dotato di una camera fotografica digitale integrata e un navigatore GPS per i pedoni (potenziabile per l'uso in automobile tramite una scheda venduta a parte), supporta anch'esso il gioco online tramite rete GPRS. Il progetto è fallito, con la sola uscita della console nel Regno Unito.
La GP2X, della GamePark Holdings, riprende il concetto di console open-source, nato dalla precedente GP32 di proprietà della GamePark (oggi apparentemente fallita a causa di progetti troppo ambiziosi come la XGP, che ambivano a competere direttamente con la PSP). Utilizza il sistema operativo Linux (kernel 2.4), e questo permette il porting di software da PC a GP2X in modo relativamente semplice, specialmente se fanno uso delle librerie SDL.
Inoltre sono presenti emulatori installabili per rivivere le esperienze videoludiche passate (retrogaming). La GP2X dispone di una comunità italiana attiva a seguire lo sviluppo delle applicazioni sostenendo progetti videoludici amatoriali.
Nel mese di agosto 2007, la Nokia a annunciato l'uscita della nuova piattaforma N-GAGE 2.0. Questa nuova piattaforma installata in telefoni compatibili, quali Nokia N81, il successore del vecchio N-GAGE, N73 N95. I giochi disponibili vennero sviluppati prevalentemente da GlU mobile, EA, Vivendi e Capcom. La piattaforma venne definitivamente chiusa nel 2011, in quanto Nokia preferì optare per il sistema operativo Windows (creando di fatto i primi Windows Phone) invece del Symbian usato fino ad allora. 
A settembre 2008 è stato possibile il preordine di Pandora, una console portatile Opensource di settima generazione, la quale fu resa disponibile nei negozi nel 2010. Possedeva un processore molto potente per l'epoca (600-900 MHz), hardware per l'accelerazione 3D e una serie di altre funzionalità (come il Bluetooth, connessione Wi-Fi, tastiera QWERTY completa, lettore SD card, ecc.).
Nello stesso anno venne messo in commercio da Nintendo il Nintendo 3DS, successore del campione di incassi Nintendo DS. Come il predecessore, essa era una console ripiegabile dotata di due schermi, uno touch screen e uno dotato di un regolatore per il 3D, sua caratteristica principale. La peculiarità di questa console era infatti di poter visualizzare i giochi in 3 dimensioni (similmente al virtual boy, anche se con una resa nettamente migliore) senza l'utilizzo di qualsivoglia strumento quali occhialini o visori. Inoltre, a differenza del Nintendo DS presentava svariate applicazioni preinstallate, quasi tutte volte all'utilizzo della telecamera compatibile con tecnologia AR. Vennero in seguito pubblicate diverse varianti come il Nintendo 2DS (versione economica non ripiegabile priva del 3D), il Nintendo 3DS XL e il New Nintendo 3DS/2DS (previsto di una levetta aggiuntiva e un 3D netramente migliorato nel caso del 3DS)
Sony rispose con la PlayStation Vita, successore della storica PlayStation Portable. Tuttavia non riscosse minimamente lo stesso successo della concorrente, a causa di un costo elevato e della relativa poca innovazione (infatti, oltre all'ovvia potenza di calcolo, l'unica aggiunta rispetto alla PSP era la presenza di un touch screen). Ebbe comunque un discreto successo. 
In seguito, il mercato delle console portatili cercò sempre più di spostarsi sull'ibrido, ovvero console che potevano funzionare sia da console fisse collegate ad un televisore o monitor sia da portatili. 
Nintendo fece un timido esperimento con Wii U, ma oltre all'insuccesso commerciale della console in sé (imputato principalmente all'ergonomia dei Pad, decisamente inefficiente, e alla scarsa potenza della console) non risultò un granché neanche per quanto riguarda la portabilità. La novità di Wii U era infatti la presenza di un touch screen sul pad, che rendeva possibile utilizzare la console anche senza l'ausilio di un televisore, almeno nella maggior parte dei casi. Tuttavia la console era fissa in quanto necessitava di un flusso costante di corrente per funzionare, e questa funzionalità venne reputata semplicemente inutile se non addirittura dannosa. 
Nvidia invece tentò di creare una vera e propria console ibrida tramite Nvidia Shield, basata su sistema operativo Android, permettendo di giocare giochi disponibili sul Google Play Store e alcuni appositamente sviluppati e ottimizzati presenti su TegraStore, lo store ufficiale della console. Era possibile collegare la console alla TV tramite un apposito cavo fornito in dotazione. Anche questa periferica non ebbe un grandissimo successo, soprattutto a causa del parco titoli decisamente di scarsa qualità e perfettamente giocabili su un comunissimo smartphone, scoraggiando l'acquisto alle persone già in possesso di un telefono cellulare Android. 
In seguito all'insuccesso di Nvidia Shield Nintendo, riciclando alcune funzioni ed alcuni componenti (come il processore) della console rivale, produsse Nintendo Switch, attualmente ultima console della grande N. Nonostante alcune politiche non proprio consumer friendly che si guadagnarono la sfiducia di una gran parte di potenziali acquirenti e la realizzazione tecnica decisamente scarsa, il successo di Nintendo Switch fu clamoroso, a causa del parco titoli di tutto rispetto presente al lancio, della presenza di due controller nella confezione (rendendola ideale per le famiglie) e della facilità nel cambiare metodo di utilizzo, da portatile a fissa. Basta infatti inserirla in un dock particolare fornito in dotazione con la console per trasmettere il segnale video alla TV. Venne in seguito pubblicato Nintendo Switch Lite, una versione più economica, più piccola e esclusivamente portatile di Nintendo Switch, rendendo di fatto Nintendo Switch Lite l'ultima console puramente portatile attualmente in commercio

## Lista
- Milton Bradley Microvision (1979) - la prima vera console portatile
- Atari Cosmos (sviluppato nel 1979) - console da tavolo di buona portabilità mai commercializzata
- Nintendo Game Boy (1989) - primo successo commerciale internazionale
- Atari Lynx (1989) - dotato del primo schermo retroilluminato
- Gamate (1990 circa) - clone del Game Boy
- NEC TurboExpress (1990, Giappone; 1991, Nord America) - versione portatile del PC Engine
- Sega Game Gear (1990, Giappone; 1991, resto del mondo) - versione portatile del Sega Master System, noto per l'accessorio TV tuner
- Watara Supervision (1992) - dotato di uscita esterna video
- Sega Mega Jet (1992) - senza schermo, creato per la Japan Airlines
- Sega Nomad (1995)
- SNK Neo Geo Pocket (1996)
- Game Boy Pocket (1996)
- Tiger Electronics Game.com (1997) - Primo touch screen, e prima console portatile a supportare il collegamento a internet
- Nintendo Game Boy Color (1998)
- Cybiko (circa 1998)
- Sega Visual Memory Unit (1998) - La memory card del Dreamcast era anche una piccola console portatile a 8 bit
- SNK Neo Geo Pocket Color (1999)
- Bandai WonderSwan (1999)
- Bandai WonderSwan Color (2000)
- Game Park GP32 (2001)
- Game Boy Advance (2001)
- Pokémon mini (2001)
- Bandai SwanCrystal (2002)
- Nokia N-Gage (2003) - con GSM, telefono cellulare, MP3 player, radio FM e Bluetooth
- Game Boy Advance SP (2003)
- Timetop Gameking (2003)
- Tapwave Zodiac (2004)
- Nokia N-Gage QD (2004)
- Nintendo DS (2004)
- PlayStation Portable (2004)
- Tiger Holdings Gizmondo (2005)
- Game Boy Micro (2005)
- GamePark Holdings GP2X (2005) - console progettata da ex-ingegneri della Gamepark
- Game Park XGP (progetto probabilmente fallito)
- Nintendo DS Lite (2006) - versione più piccola e luminosa del Nintendo DS
- PlayStation Portable Slim & Lite (2007) - versione ridotta ed alleggerita di una normale PSP
- Nintendo DSi (2008) - versione di Nintendo DS più piccola e con due fotocamere integrate (una interna e esterna) da 0.3 megapixel
- Pandora (2008/2009)
- GP2X Caanoo (2010)
- Nintendo 3DS (2011)
- PlayStation Vita (2011 in Giappone, 2012 nel resto del mondo)
- New Nintendo 3DS (2015)
- Nintendo Switch (2017) - console ibrida, dotata di output video per la connessione a un dock e a uno schermo TV
- New Nintendo 2DS XL (2017)
- Nintendo Switch Lite (2019) - versione esclusivamente portatile di Nintendo Switch